# Vítkovce
Vítkovce é um município da Eslováquia, situado no distrito de Spišská Nová Ves, na região de Košice. Tem 5,22 km² de área e sua população em 2018 foi estimada em 592 habitantes.

## Demografia
| Ano:        | 1994 | 2004    | 2014    | 2024    |
| ----------- | ---- | ------- | ------- | ------- |
| Broj ljudi: | 418  | 523     | 605     | 671     |
| Razlika:    |      | +25,11% | +15,67% | +10,90% |

| Ano:               | 2023 | 2024   |
| ------------------ | ---- | ------ |
| Número de pessoas: | 649  | 671    |
| Diferença:         |      | +3,38% |